# UTC+11
UTC+11 — одинадцятий часовий пояс, центральним меридіаном якого є 165 сх. д. Час тут на одинадцять годин випереджає всесвітній та на дев'ять — київський.
Географічні межі поясу:
- східна — 172°30' сх. д.
- західна — 157°30' сх. д.

Відповідно, він охоплює схід Азії — частину Якутії, Магаданську та Сахалінську області, Острови в Океанії: Маршаллові, Соломонові, Вануату, Норфолк, Нову Каледонію, захід Нової Зеландії.
У навігації позначається літерою L (Часова зона Ліма)

## Часові зони в межах UTC+11
- Австралійський східний літній час

## Використання

### Постійно протягом року
- Австралія — част.
  -  Острів Норфолк
  - острів Маккуорі (штат Тасманія)
- Вануату
- Папуа Нова Гвінея — част.:
  - Автономний регіон Бугенвіль
- Росія — част.:
  - Республіка Саха — част.:
    - Східна частина (7 улусів)

  - Магаданська область
  - Сахалінська область
- Соломонові Острови
- Федеративні Штати Мікронезії — част.:
  - Косрае
  - Понпеї
- Франція — част.:
  -  Нова Каледонія
- Японія
  - окупована Росією частина округу Немуро префектури Хоккайдо

## З переходом на літній час
Зараз не використовується

## Як літній час
- Австралія — част.:[1]
  - Австралійська столична територія
  - Вікторія
  - Новий Південний Уельс, за винятком Брокен-Хілл, але включно:
    - Острів Лорд-Хау[2]

  - Тасманія[3]

## Історія використання
Додатково UTC+11 використовувався:

### Як стандартний час
- Австралія
  - Кейсі (антарктична станція)
- Маршаллові Острови
- Росія — част.:
  - Республіка Саха — част.:
    - Центральна частина (5 улусів

  - Приморський край
  - Хабаровський край
  - Магаданська область
  - Камчатський край
  - Сахалінська область
  - Чукотський АО
- США
  - Вейк

### Як літній час
- Австралія — част.:
  - Квінсленд
- Росія — част.:
  - Республіка Саха — част.:
    - Центральна частина (5 улусів
    - Східна частина (7 улусів)

  - Забайкальський край
  - Приморський край
  - Хабаровський край
  - Амурська область
  - Магаданська область
  - Сахалінська область
  - Єврейська АО